# Ocaso legislativo
En el Derecho el ocaso legislativo es una provisión en un estatuto o ley que termina o deroga una ley en su totalidad, o parte de ella, después de una fecha específica, a no ser que se tome una acción legislativa para extender el estatuto o la ley. No todas las leyes contienen cláusulas de ocaso en cuyo caso la ley se mantiene vigente indefinidamente. 

## Origen
Las raíces del ocaso legistlativo están en el Derecho romano del mandato político. En la era de la República Romana, el poder del Senado Romano de imponer tributos y de movilizar el ejército romano estaba limitado en el tiempo y en su extensión. Dichos poderes terminaban al expirarse el término de un cargo elegido tal como el de un procónsul. La norma Ad tempus concessa post tempus censetur denegata se traduce lo que se admite para un período será denegado después del período. La misma norma se aplicaba en los casos de legislación romana de emergencia. El principio jurídico apareció en diferentes áreas de legislación y después se codificó en el Corpus Iuris Civilis 10, 61, 1. El principio jurídico fue derogado cuando Julio César fue declarado dictador por vida.
- Datos: Q6048353